# Odletajka
Odletajka [pronunciación en polaco: /ɔdlɛˈtai̯ka/] es un pueblo en el distrito administrativo de Gmina Uchanie, dentro del condado de Hrubieszów, Voivodato de Lublin, en el este de Polonia. Tiene aproximadamente 9 kilómetros este de Uchanie, 15 kilómetros al noroeste de Hrubieszów, y 91 kilómetros al sureste de la capital regional Lublin.
El pueblo tiene una población de 150 habitantes.